# Diego Henrique Costa Barbosa
Diego Henrique Costa Barbosa (Campo Grande, Brasil, 21 de julio de 1999) es un futbolista brasileño. Juega de defensa y su equipo es el F. C. Krasnodar de la Liga Premier de Rusia.

## Trayectoria
Costa entró a las inferiores del São Paulo F. C. en 2015, proveniente del Grêmio Desportivo Prudente. Fue promovido al primer equipo en 2019. En los siguientes cinco años jugó 161 partidos y ganó tres títulos antes de marcharse en julio de 2024 al F. C. Krasnodar.

## Estadísticas
Actualizado al último partido disputado el 24 de mayo de 2025.
| Club                     | Div.          | Temporada     | Liga  | Liga  | Estatal | Estatal | Copas nacionales | Copas nacionales | Copas internacionales | Copas internacionales | Total | Total |
| Club                     | Div.          | Temporada     | Part. | Goles | Part.   | Goles   | Part.            | Goles            | Part.                 | Goles                 | Part. | Goles |
| ------------------------ | ------------- | ------------- | ----- | ----- | ------- | ------- | ---------------- | ---------------- | --------------------- | --------------------- | ----- | ----- |
| São Paulo F. C. · Brasil | 1.ª           | 2019          | 1     | 0     | —       | —       | 0                | 0                | —                     | —                     | 1     | 0     |
| São Paulo F. C. · Brasil | 1.ª           | 2020          | 19    | 1     | 2       | 0       | 4                | 0                | 5                     | 1                     | 30    | 2     |
| São Paulo F. C. · Brasil | 1.ª           | 2021          | 12    | 0     | 3       | 0       | 1                | 0                | 4                     | 0                     | 20    | 0     |
| São Paulo F. C. · Brasil | 1.ª           | 2022          | 21    | 1     | 12      | 0       | 9                | 1                | 7                     | 0                     | 49    | 2     |
| São Paulo F. C. · Brasil | 1.ª           | 2023          | 23    | 0     | —       | —       | 6                | 0                | 2                     | 0                     | 31    | 0     |
| São Paulo F. C. · Brasil | 1.ª           | 2024          | 14    | 0     | 10      | 1       | 3                | 0                | 3                     | 0                     | 30    | 1     |
| São Paulo F. C. · Brasil | Total club    | Total club    | 90    | 2     | 27      | 1       | 23               | 1                | 21                    | 1                     | 161   | 5     |
| F. C. Krasnodar · Rusia  | 1.ª           | 2024-25       | 28    | 1     | —       | —       | 4                | 0                | —                     | —                     | 32    | 1     |
| F. C. Krasnodar · Rusia  | Total club    | Total club    | 28    | 1     | 0       | 0       | 4                | 0                | 0                     | 0                     | 32    | 1     |
| Total carrera            | Total carrera | Total carrera | 118   | 3     | 27      | 1       | 27               | 1                | 21                    | 1                     | 193   | 6     |

## Palmarés

### Títulos estatales
| Título              | Club            | Estado    | Año  |
| ------------------- | --------------- | --------- | ---- |
| Campeonato Paulista | São Paulo F. C. | São Paulo | 2021 |

### Títulos nacionales
| Título                | Club            | País   | Año  |
| --------------------- | --------------- | ------ | ---- |
| Copa de Brasil        | São Paulo F. C. | Brasil | 2023 |
| Supercopa de Brasil   | São Paulo F. C. | Brasil | 2024 |
| Liga Premier de Rusia | F. C. Krasnodar | Rusia  | 2025 |